# Sheer Heart Attack (Album)
Sheer Heart Attack (englisch für „Schierer Herzanfall“) ist das Ende 1974 erschienene dritte Studioalbum der britischen Rockgruppe Queen. Ein gleichnamiges Lied erschien erst drei Jahre später auf dem Album News of the World.

## Das Album
Mit Sheer Heart Attack erschien am 1. November 1974 lediglich acht Monate nach Queen II ein weiteres Studioalbum der Band. Mitte Mai hatten Queen eine Tournee durch die USA abbrechen müssen, nachdem Brian May an Hepatitis erkrankt war. Daraufhin begannen die Vorbereitungen für das neue Album, dessen Entstehungsgeschichte insbesondere durch die zeitweise Abwesenheit von May geprägt war. 
Während dieser erst an den Nachwirkungen seiner Hepatitisinfektion litt und sich später auch noch einer Operation unterziehen musste, arbeiteten die drei weiteren Queen-Mitglieder gemeinsam mit Produzent Roy Thomas Baker an den Aufnahmen zu Sheer Heart Attack; Mays Gitarrenspuren wurden teils erst nachträglich eingefügt. Die Aufnahmesessions fanden zwischen Juli und September statt.
Kennzeichnend für das Album ist die von Heavy Metal über Balladen bis hin zu Music-Hall-Anklängen reichende weite Auswahl an verschiedenen musikalischen Stilrichtungen, wobei sich die Songs trotz dieser Vielfalt zu einem geschlossenen Album zusammenfügen. Erstmals ist mit Misfire auch eine Komposition von John Deacon, dem jüngsten Bandmitglied von Queen, enthalten.
Sheer Heart Attack brachte für Queen den kommerziellen Durchbruch. Sowohl die einen Monat vorher erschienene Single Killer Queen als auch das Album verfehlten mit jeweils Rang 2 die Spitze der britischen Charts nur knapp. In den USA gelangte erstmals eine Queen-Single in die Charts: Killer Queen erreichte wie das Album Platz 12. Gold-Status bei den Verkaufszahlen erlangte das Album in den USA und in Großbritannien. Verantwortlich für das Konzept des Albumcovers war Queen; fotografiert hatte erneut Mick Rock.

## Titelliste
Seite 1
1. Brighton Rock (May) – 5:10
2. Killer Queen (Mercury) – 3:00 a
3. Tenement Funster (Taylor) – 2:47
4. Flick of the Wrist (Mercury) – 3:19
5. Lily of the Valley (Mercury) – 1:43
6. Now I’m Here (May) – 4:13 a

Seite 2
1. In the Lap of the Gods (Mercury) – 3:22
2. Stone Cold Crazy (Mercury/May/Taylor/Deacon) – 2:14
3. Dear Friends (May) – 1:07
4. Misfire (Deacon) – 1:49
5. Bring Back That Leroy Brown (Mercury) – 2:15
6. She Makes Me (Stormtrooper in Stilettos) (May) – 4:09
7. In the Lap of the Gods … Revisited (Mercury) – 3:45

Der Leadgesang in Tenement Funster stammt von Taylor, der Gesang in She Makes Me (Stormtrooper in Stilettos) von May.
Produziert wurde das Album von Roy Thomas Baker und Queen. Toningenieur war Mike Stone. Das Albumcover enthält – wie bei den ersten fünf Queen-Alben – den Vermerk „no synthesizers“.

## Details zu einzelnen Stücken

### Brighton Rock
Das Stück beinhaltet insbesondere Mays dreistimmiges Echoplex-Gitarrensolo, das seinen Anfang als Teil des Smile-Liedes Blag genommen hatte und später im Rahmen der ersten beiden BBC-Sessions ausgearbeitet wurde (hier als Teil des Stücks Son and Daughter). Mit Brighton Rock fand das Solo so endlich einen festen Platz in einem Studiosong. Die ausgedehnte Live-Version davon ist auf dem Album Live Killers zu finden.
Im Intro zitiert der Opener des Albums kurz das Traditional I Do Like to Be Beside the Seaside, mit dem das letzte Lied des Vorgängeralbums Queen II (Seven Seas of Rhye) endet.

### Killer Queen
Freddie Mercury: „Es geht um ein hochklassiges Callgirl. Ich will damit sagen, dass auch noble Leute Huren sein können. Darum geht es in dem Lied, obwohl ich es vorziehe, dass die Leute ihre eigene Interpretation hineinlegen - sie können darin lesen, was sie möchten.“ ()
Dieses Stück führten Queen bei ihrem ersten Auftritt bei Top of the Pops auf. In der letzten Zeile des Stücks ist ein Flangereffekt zu hören.

### In the Lap of the Gods
Das Stück ist ein Beispiel für Taylors – auf dem Album als screams bezeichneten – charakteristischen hohen Gesang. Mercurys Stimme wurde durch langsames Abspielen seines Gesangs verfremdet.

### Stone Cold Crazy
Dieses Lied wurde zwar erst auf dem dritten Queen-Album Sheer Heart Attack veröffentlicht, aber seine Entstehungsgeschichte reicht bis vor das Gründungsjahr der Band zurück: Stone Cold Crazy war von Queen schon 1970 und bereits zuvor von Mercurys damaliger Band Wreckage gespielt worden.
Dies ist der einzige Titel auf den ersten neun Studioalben von Queen, bei dem als Autoren sämtliche vier Bandmitglieder angegeben sind. Das Stück gilt als eines der ersten, das im Nachhinein dem Stil Speed Metal oder Thrash Metal zugeordnet werden kann.
1990 nahm Metallica eine Coverversion des Stücks auf, die auf dem Kompilationsalbum Rubaiyat (Elektra’s 40th Anniversary) veröffentlicht wurde. Die Gruppe erhielt dafür 1991 den Grammy in der Kategorie „Best Metal Performance“. 1992 trat die Band beim Freddie Mercury Tribute Concert auf, wo James Hetfield bei Stone Cold Crazy auch als Gastsänger von Queen zu hören war.
2007 spielte die US-amerikanische Metal-Band Hellyeah auf einigen Konzerten eine Coverversion unter dem Titel Stone Cold Wasted.

### Misfire
Misfire ist der erste veröffentlichte Queen-Titel, den Bassist John Deacon geschrieben hat. Dieser nahm den Großteil der Gitarren auf und verwendete dabei auch den von ihm entwickelten Deacy Amp.

### Bring Back That Leroy Brown
John Deacon spielte Kontrabass und Brian May ein Ukulele-Banjo von George Formby. Freddie Mercury verwendete ein sogenanntes Jangle Piano.

## Kritiken in den Medien

### SingleKiller Queen
Sounds (Großbritannien), 1974: „Freddie Mercury comes through as a distinguished rock vocalist, and the backing, although complicated at times, is heard loud and clear.“ (Freddie Mercury erweist sich als herausragender Rocksänger und die Begleitung ist, obwohl manchmal kompliziert, laut und deutlich zu hören).
NME (Großbritannien), 1974: „Queen have come up with a sound that’ll prove they aren’t any one-hit band.“ (Queen hat einen Sound entwickelt, der beweist, dass sie keine One-Hit-Band ist).

### AlbumSheer Heart Attack
NME (Großbritannien), 1974: „A feast. No duffers, and four songs that will just run and run: Killer Queen, Flick Of The Wrist, Now I’m Here and In The Lap of the Gods … revisited. Even the track I don’t like, Brighton Rock, includes May’s Echoplex solo, still a vibrant, thrilling experience whether you hear it live or on record.“
(Ein Fest. Keine Nieten und vier Songs, die einfach nur laufen und laufen: Killer Queen, Flick Of The Wrist, Now I’m Here und In The Lap of the Gods … revisited. Sogar der Track, den ich nicht mag, Brighton Rock, enthält Mays Echoplex-Solo, das immer noch ein lebendiges, aufregendes Erlebnis ist, egal ob Sie es live oder auf Platte hören.)
Greg Prato im All Music Guide (USA): „Queen’s second album of 1974 […] helped bridge the gap between the mystical heavy metal of their early years and the hard rock/pop perfection of future releases. […] Queen take on musical styles previously unexplored by hard rock bands – uplifting sounds from the Caribbean (‚Misfire‘) and a ragtime ditty (‚Bring Back That Leroy Brown‘).“
(Das zweite Album von Queen aus dem Jahr 1974 half dabei, die Lücke zwischen dem mystischen Heavy Metal ihrer frühen Jahre und der Hardrock/Pop-Perfektion späterer Veröffentlichungen zu überbrücken. Queen griffen Musikstile auf, die von Hardrock-Bands zuvor unerforscht waren – erhebende Klänge aus der Karibik („Misfire“) und ein Ragtime-Song („Bring Back That Leroy Brown“).)

## Alternativversionen
BBC-Versionen (5. BBC-Session von Queen, aufgenommen am 16. Oktober 1974, produziert von Jeff Griffin, gesendet am 4. November 1974 in ‚Bob Harris – Sounds of the Seventies‘):
- Now I’m Here
- Flick of the Wrist
- Stone Cold Crazy
- Tenement Funster

5.1-Surround-Sound-Mix:
- Killer Queen (DVD Greatest Video Hits 1, 2002)

Remixe (von Hollywood Records):
- Stone Cold Crazy (‚1991 Bonus Remix‘ von Michael Wagener)
- Stone Cold Crazy (Remix von Trent Reznor, 1992)

Acht der insgesamt 13 Songs des Albums wurden von Queen auch live gespielt: Brighton Rock – Killer Queen – Flick of the Wrist – Now I’m Here – In the Lap of the Gods – Stone Cold Crazy – Bring Back That Leroy Brown – In the Lap of the Gods … Revisited.
Das Video Live at the Rainbow (veröffentlicht 1992 als Teil des Box-Sets Box of Tricks) zeigt Live-Mitschnitte, die im Rahmen der Sheer-Heart-Attack-Tournee entstanden waren: Es enthält Aufnahmen der beiden Queen-Konzerte im Londoner Rainbow Theatre im November 1974. Die damalige Live-Version von Stone Cold Crazy war auch als B-Seite der Single The Miracle (1989) veröffentlicht worden. Zu jenen Stücken, die von Queen bei ihren Auftritten am häufigsten gespielt wurden, zählt Now I’m Here; dieser Song war bis zur letzten Tournee in Originalbesetzung (1986) Teil des Live-Programms.

## Kommerzieller Erfolg

### Chartplatzierungen
| ChartsChartplatzierungen       | Höchstplatzierung | Wochen |
| ------------------------------ | ----------------- | ------ |
| Vereinigte Staaten (Billboard) | 12 (32 Wo.)       | 32     |
| Vereinigtes Königreich (OCC)   | 2 (47 Wo.)        | 47     |

### Auszeichnungen für Musikverkäufe
| Land/Region                  | Auszeichnungen für Musikverkäufe (Land/Region, Auszeichnung, Verkäufe) | Verkäufe  |
| ---------------------------- | ---------------------------------------------------------------------- | --------- |
| Niederlande (NVPI)           | Gold                                                                   | 30.000    |
| Polen (ZPAV)                 | Platin                                                                 | 20.000    |
| Schweden (IFPI)              | Gold                                                                   | 50.000    |
| Vereinigte Staaten (RIAA)    | Gold                                                                   | 500.000   |
| Vereinigtes Königreich (BPI) | Platin                                                                 | 1.000.000 |
| Insgesamt                    | 3× Gold · 2× Platin ·                                                  | 1.600.000 |

Hauptartikel: Queen (Band)/Auszeichnungen für Musikverkäufe